# Торрита-Тіберина
Торрита-Тіберина (італ. Torrita Tiberina) — муніципалітет в Італії, у регіоні Лаціо,  метрополійне місто Рим-Столиця.
Торрита-Тіберина розташована на відстані близько 40 км на північ від Рима.
Населення — 1098 осіб (2014).

## Демографія
Населення за роками:

Станом на 1 січня 2023 року в муніципалітеті офіційно проживало 118 іноземців з 23 країн, серед них 59 громадян країн Євросоюзу та 4 громадяни України.

## Сусідні муніципалітети
- Філаччано
- Монтополі-ді-Сабіна
- Наццано
- Поджо-Міртето